# Любимо-Мар'ївка
Люби́мо-Ма́р'ївка — село в Україні, у Тавричанській сільській громаді Каховського району Херсонської області. Населення становить 92 осіб на 2001 рік.
Нині[коли?] більша частина будинків у селі зруйнована, населення становить близько 20 осіб. 24 лютого 2022 року село тимчасово окуповане російськими військами під час російсько-української війни.

## Люди
В селі народився Уманець Сергій Якович (1922—2013) — учасник німецько-радянської війни, почесний громадянин Херсона.